# ジョン・デイヴィス (国務次官補)
ジョン・デイヴィス（John Davis, 1851年9月16日 - 没年不詳）は、アメリカ合衆国の政治家。1882年から1885年まで第15代アメリカ合衆国国務次官補を務めた。

## 生涯
1851年9月16日、デイヴィスはマサチューセッツ州ニュートンにおいて、ブリュイン・ハズブルック・デイヴィス (Bruyn Hasbrouck Davis, 1827-1870) とマーシャ・ホワイティング・スティックニー (Martha Whiting Stickney, 1828-????) の息子として誕生した。
デイヴィスはマサチューセッツ州ボストンで初等教育を受け、ドイツのハイデルベルク大学を卒業した。デイヴィスは1870年に合衆国に帰国し、ワシントンD.C.で国務省の事務官として採用された。1872年、デイヴィスはハミルトン・フィッシュ国務長官の秘書官となり、また同年に合衆国の代理書記官としてスイスのジュネーブ仲裁裁判所に派遣された。1874年、デイヴィスはアラバマ要求の解決を図るための交渉委員会の一員となり、その解決に当たった。その後、デイヴィスはワシントンD.C.とニューヨークにおいて弁護士業を営んだ。
1881年1月、デイヴィスはフランスとアメリカとの間の請求委員会において事務官を務めた。デイヴィスは1882年から1885年まで国務次官補を務めた。1885年1月、デイヴィスはチェスター・アーサー大統領から、合衆国請求委員会の陪席裁判官に任ぜられた。
デイヴィスは1875年10月14日に、連邦上院議員フレデリック・セオドア・フリーリングハイゼンの娘のサラ・ヘレン・フリーリングハイゼン (Sarah Helen Frelinghuysen, 1851-????) と結婚した。2人の間にはマティルダ・フリーリングハイゼン・デイヴィス (Mathilda Frelinghuysen Davis) が生まれた。
| 公職                          | 公職                                                  | 公職                                  |
| ----------------------------- | ----------------------------------------------------- | ------------------------------------- |
| 先代 バンクロフト・デイヴィス | アメリカ合衆国国務次官補 1882年7月7日 - 1885年2月23日 | 次代 ジェイムズ・デイヴィス・ポーター |